# Thibaudia inflata
Thibaudia inflata är en ljungväxtart som beskrevs av J.L. Luteyn. Thibaudia inflata ingår i släktet Thibaudia och familjen ljungväxter. Inga underarter finns listade i Catalogue of Life.